# Museo de Kars
El Museo de Kars (en turco, Kars Müzesi) es uno de los museos de Turquía. Está ubicado en la ciudad de Kars, situada en la provincia de su mismo nombre. Fue creado en 1959; poco después, entre 1964 y 1978 su sede fue la Mezquita Kumbet y se trasladó al edificio actual en 1980.

## Colecciones
El museo consta de una sección arqueológica y otra etnográfica.
La primera sección expone piezas arqueológicas cuya cronología está comprendida entre el Paleolítico y la época del imperio otomano. Destacan las procedentes de la antigua ciudad de Ani. También se expone un hueso de dinosaurio. El jardín del museo alberga algunos elementos arquitectónicos y lápidas con formas de animales.
|                     |
| Un sector del museo |

|                              |
| Hachas de la Edad del Bronce |

|                                                                      |
| Ritón con forma de cabeza de un bovino, de la Edad del Hierro tardía |

|                                                            |
| Una de las lápidas con forma de carnero, de época medieval |

La sección etnográfica alberga objetos tradicionales procedentes de las provincias de Kars, Ardahan, Ağrı e Iğdır. La exposición incluye alfombras, manuscritos del Corán, tejidos, brazaletes de plata, adornos y utensilios de cocina.
|                   |
| Vitrina con armas |

|                    |
| Brazalete de plata |

|                                |
| Algunos vestidos tradicionales |

|                         |
| Bastidor para alfombras |